# Coelia guatemalensis
Coelia guatemalensis är en orkidéart som beskrevs av Heinrich Gustav Reichenbach. Coelia guatemalensis ingår i släktet Coelia, och familjen orkidéer. Inga underarter finns listade i Catalogue of Life.